# Elatostema cuneatum
Elatostema cuneatum là loài thực vật có hoa trong họ Tầm ma. Loài này được Wight mô tả khoa học đầu tiên năm 1853.